# Dashiren (köpinghuvudort i Kina, Jilin Sheng, lat 41,93, long 126,55)
Dashiren är en köpinghuvudort i Kina. Den ligger i provinsen Jilin, i den nordöstra delen av landet, omkring 240 kilometer sydost om provinshuvudstaden Changchun. Antalet invånare är 5 896. Befolkningen består av 2 795 kvinnor och 3 101 män. Barn under 15 år utgör 11,0 %, vuxna 15-64 år 76 %, och äldre över 65 år 11,0 %.
Runt Dashiren är det ganska tätbefolkat, med 179 invånare per kvadratkilometer. Närmaste större samhälle är Baishan, 10,5 km väster om Dashiren. Omgivningarna runt Dashiren är en mosaik av jordbruksmark och naturlig växtlighet.
Genomsnittlig årsnederbörd är 1 081 millimeter. Den regnigaste månaden är juli, med i genomsnitt 326 mm nederbörd, och den torraste är januari, med 11 mm nederbörd.